# Целестин II
Целестин II (на латински: Celestinus PP. II) е римски папа от 26 септември 1143 г. до 8 март 1144 г. Рожденото му име е Гуидо ди Кастело (на италиански: Guido di Castello). Ученик е на Пиер Абелар.